# Gutkeled Joakim

A Gutkeledek címere

Gutkeled Joakim vagy Joachim (? – 1277. április) szlavón bán a Gutkeled nemzetségből, a kor egyik jelentős hatalmú bárója. IV. Béla, V. István és IV. László korának két bárói pártja közül a IV. Bélát támogató Kőszegi család fő szövetségese.

## Élete
Apja, Gutkeled nembeli István nádor, szlavón bán volt. A IV. Béla és fia, a későbbi V. István közötti viszály kezdetén Béla hívei közé tartozott, hercegi pohárnokmesteri címet kapott, 1264-ben azonban – fivéreivel Miklóssal, Istvánnal és Pállal együtt – Istvánhoz pártolt át. Ezért jelentős birtokadományokat kapott az István "ifjabb király" uralmi területéhez tartozó Erdélyben és Kelet-Magyarországon, majd István hatalomra jutásakor, 1270-ben szlavón bán lett. Testvérei is birtokadományokat és ispáni tisztséget kaptak, így a Gutkeled nemzetség V. István uralkodásakor már az ország jelentős egybefüggő területén gyakorolta a tényleges hatalmat. Központja családi vára: Sztenicsnyák volt, de bánként Kapronca várát is uralta. Ekkoriban vette feleségül a IV. Béla által összeházasított Babenberg Margit és Roman halicsi herceg leányát, amivel egyszerre három uralkodóházzal (köztük az Árpád-házzal) is  rokoni kapcsolatba került és elvileg igényt formálhatott a Babenberg-örökség egy részére is. Gyors felemelkedése arra ösztönözte, hogy az országos politika alakításában is részt vegyen. Kun Erzsébet királyné bizalmasa lett, így valószínű, hogy 1272 júniusában vele egyetértésben rabolta el és vitte Kapronca várába a trónörökös László herceget. A király sikertelenül ostromolta a várat majd az átélt megaláztatások hatására augusztus 6-án meghalt. Elképzelhető, hogy Joachim részt vett Béla macsói herceg (IV. Béla unokája) 1272-es meggyilkolásában is, akinek halálával IV. László vált a trón egyedüli örökösévé.
A koronázás után Joachim tárnokmester lett, és a Kőszegiekkel valamint a Geregyékkel együttműködve 1272 és 1276 között többször is hatalomra került. A még gyermekkorú IV. László helyett különböző bárói klikkek irányították az országot. Joachim először a királynéval fordult szembe, majd a Csákokkal küzdött meg. A párturalom persze úgy meggyengítette az országot, hogy II. Ottokár cseh király megyényi területeket foglalhatott el belőle. 1274-ben a Kőszegiekkel együtt először a királyt és anyját ejtették foglyul, majd miután Csák Péter kiszabadított őket, a király öccsét, András herceget kerítették hatalmukba, hogy ellenkirályként használják fel. A Fejér vármegyei Tác közelében egykor létezett településnél, Fövenynél azonban csatát vesztettek, így majd' egy évre kiszorultak a hatalomból. 1275-76-ban szinte már polgárháború dúlt a két párt között. Azonban Joachim, a királyi hatalommal legelőször szembeforduló báró, 1277-ben esett el egy csatában, amit a későbbi kiskirály Babonić-ősök ellen vívott. Mivel fiai nem voltak, fivérei pedig nem voltak elég ambiciózusak, ezért a Gutkeled-territóriumot felosztották a Kőszegiek és a Babonićok.
Joachim a külpolitikába is beleszólt. Ő vezette azt a királyi sereget, amely 1276-ban felszabadította Sopront II. Ottokár uralma alól. Dinasztikus törekvéseivel (részesedés a Babenberg-örökségből) is magyarázható, hogy elősegítette a király és Habsburg Rudolf szövetségét, amely II. Ottokár cseh király bukásához (morvamezei csata) és a Habsburgok felemelkedéséhez vezetett.